# جورج ريدل
جورج ريدل (بالألمانية: Georg Riedel)‏ (و. 1676 – 1738 م) هو ملحن ألماني، توفي في كونيغسبرغ، عن عمر يناهز 62 عاماً.

## التعليم
تعلم في جامعة كونيغسبرغ
.

## وصلات خارجية
- جورج ريدل في قاعدة بيانات الأفلام على الإنترنت